# Manturovo
Manturovo è una cittadina della Russia europea centrale, situata nell'Oblast' di Kostroma, 260 chilometri a sud del capoluogo Kostroma, sul fiume Unža nel distretto di Manturovskij.
Manturovo si trova sul sito di un antico insediamento commerciale della tribù ugro-finnica dei Merja; il villaggio viene menzionato per la prima volta all'interno di alcune cronache nell'anno 1617. Tra il 1906 e il 1908, in seguito alla costruzione di una strada ferrata fra San Pietroburgo e Kirov (allora conosciuta come Vjatka), Manturovo conosce un certo sviluppo che la porterà da modesto villaggio a piccolo centro industriale (prodotti forestali).
Lo status di città è del 1958.

## Società

### Evoluzione demografica
Fonte: mojgorod.ru
- 1939: 5 900
- 1959: 16 300
- 1970: 21 500
- 1989: 22 500
- 2002: 19 457
- 2006: 18 600